# Hokus Pokus Willi Wiberg
Hokus Pokus Willi Wiberg ist ein norwegischer Trickfilm von Torill Kove aus dem Jahr 2013. Der Film basiert auf der Kinderbuchreihe um den Jungen Willi Wiberg von Gunilla Bergström.

## Handlung
Der siebenjährige Willi Wiberg wünscht sich zum Geburtstag einen Hund. Sein Vater ist jedoch dagegen, weil Willi noch viel zu klein ist, um einen Hund zu halten. Willi wendet sich daher an einen Zauberer und hofft, dass dieser ihm seinen Wunsch erfüllen kann.

## Produktion
Hokus Pokus Willi Wiberg beruht auf dem Kinderbuch Hokus pokus, Alfons Åberg! aus dem Jahr 1987, das Teil der schwedischen Kinderbuchreihe um den Jungen Willi Wiberg (im Original Alfons Åberg, auf Norwegisch Albert Åberg) ist, die Gunilla Bergström 1972 mit dem Buch Gute Nacht, Willi Wiberg (Godnatt, Alfons Åberg) begonnen hatte. Es war die erste Verfilmung für das Kino; bis dahin hatte es nur eine Trickserie gegeben, die das schwedische Fernsehen ab 1979 produziert hatte.
Hokus Pokus Willi Wiberg lief am 23. August 2013 in den schwedischen und am 13. September 2013 in den norwegischen Kinos an. Er war zudem auf zahlreichen internationalen Festivals zu sehen, darunter 2014 auf dem Chicago International Children’s Film Festival und dem London Children’s Film Festival. In Deutschland kam der Film am 4. Dezember 2014 in die Kinos und erscheint im März 2015 auf DVD.

## Synchronisation
| Rolle                   | Synchronsprecher (Originalfassung) | Synchronsprecher (deutsche Fassung) |
| ----------------------- | ---------------------------------- | ----------------------------------- |
| Willi Wiberg            | Henrik Forsbak Langfeldt           | Julius Jellinek                     |
| Zauberer                | Hallvard Lydvo                     | Thomas Fritsch                      |
| Papa Wiberg             | Kim Haugen                         | Sigmar Solbach                      |
| Zauberer-Frau Singoalla | Inger Teien                        | Alexandra Wilcke                    |
| Milla                   | Linnea Aksnes-Pehrson              | Magdalena Turba                     |
| Viktor                  | Fredrik M. Frafjord                | Michael Deffert                     |

## Kritik
Die Frankfurter Rundschau schrieb anlässlich der deutschen Kinopremiere, dass der Film „wenig Schauwerte [bietet], aber vielleicht ist gerade die Einfachheit ansprechend für sehr kleine Kinder, denen ‚Paddington‘ noch zu wild wäre.“ „Was in einfacher Punkt-Strich-Zeichnung über die Leinwand tapst, erfüllt sicherlich in weiten Zügen die Idee eines Films für Vorschulkinder, wie ihn professionell geschulte Pädagogen erdacht haben“, befand der Kölner Stadt-Anzeiger. Der Film sei eher ein „Malbuch in Bewegtbild“, der im Fernsehen besser als im Kino aufgehoben gewesen wäre.